# Nidzica
Nidzica é um município da Polônia, na voivodia da Vármia-Masúria e no condado de Nidzica. Estende-se por uma área de 6,86 km², com 13 872 habitantes, segundo os censos de 2017, com uma densidade de 2022,2 hab/km².